# Noorse parlementsverkiezingen 2009
Op 14 september 2009 werden er in Noorwegen verkiezingen voor het Storting gehouden. Inwoners van Noorwegen konden vanaf 10 augustus gaan stemmen, terwijl gemeenten ervoor konden kiezen om op 13 september de stemlokalen te openen. De Noorse kiezers hebben 169 leden van het Storting gekozen voor een periode van vier jaar, zoals vastgelegd in de Noorse grondwet.
Kandidaten werden op de partijlijst geplaatst, door gekozen te worden in elke provincie. De politieke partijen maakten de kandidaten voor 31 maart 2009 bekend. Op deze dag moesten de partijen namelijk geregistreerd zijn.
De verkiezingen werden krap gewonnen door de zittende rood-groene regeringscoalitie. De coalitie kwam uit op 86 zetels, tegen 83 zetels voor de oppositie.

## Partijen die meededen aan de verkiezingen
Sinds de verkiezingen van 2005 waren zeven politieke partijen vertegenwoordigd in het Storting:
- Centrumpartij (Senterpartiet)
- Christelijke Volkspartij (Kristelig Folkeparti)
- Conservatieve Partij (Høyre)
- Arbeiderspartij (Arbeiderpartiet, AP)
- Liberale Partij (Venstre)
- Vooruitgangspartij (Fremskrittspartiet, Frp)
- Socialistisch Links (Sosialistisk Venstreparti)

Jens Stoltenberg (AP)
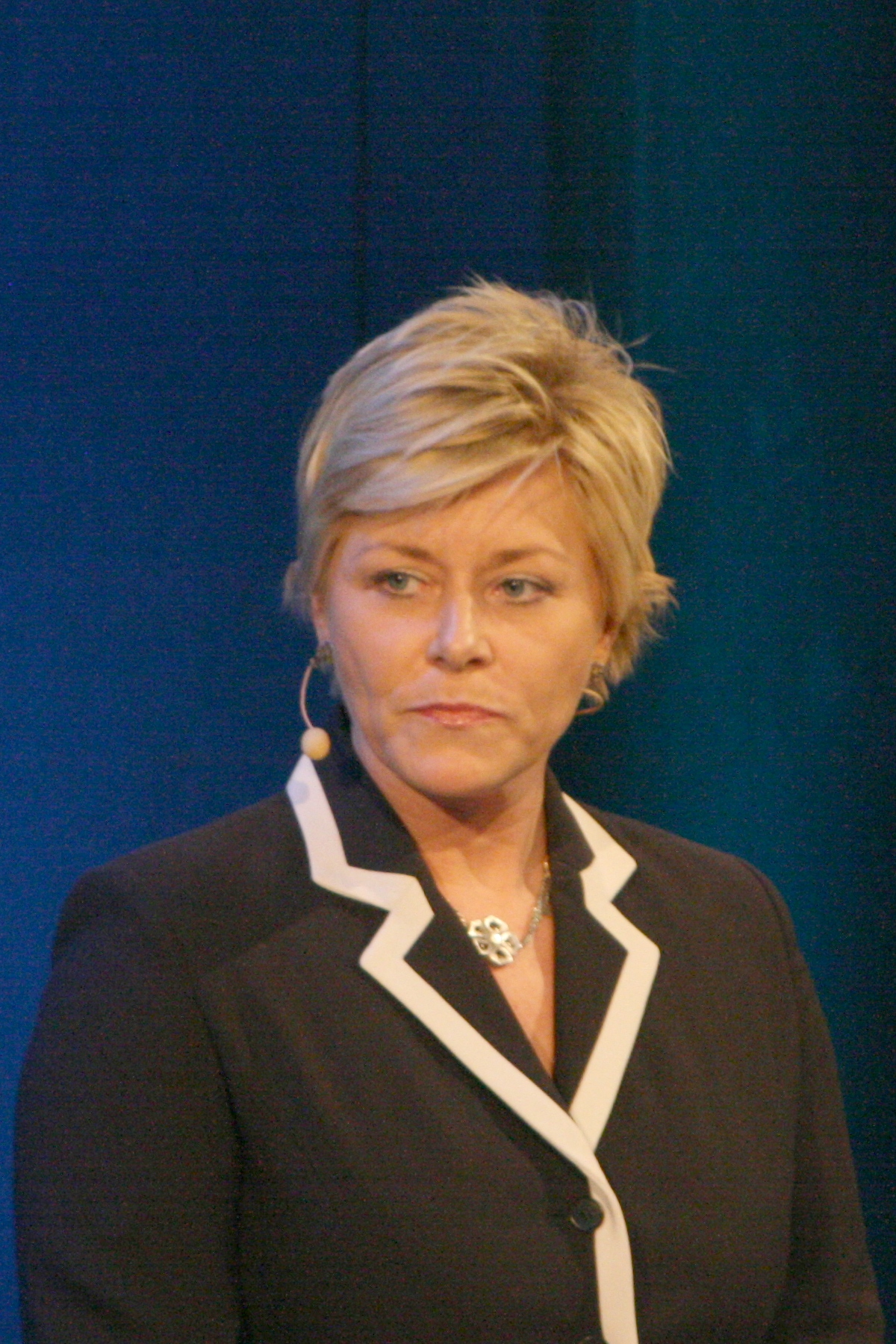
Siv Jensen (Frp)
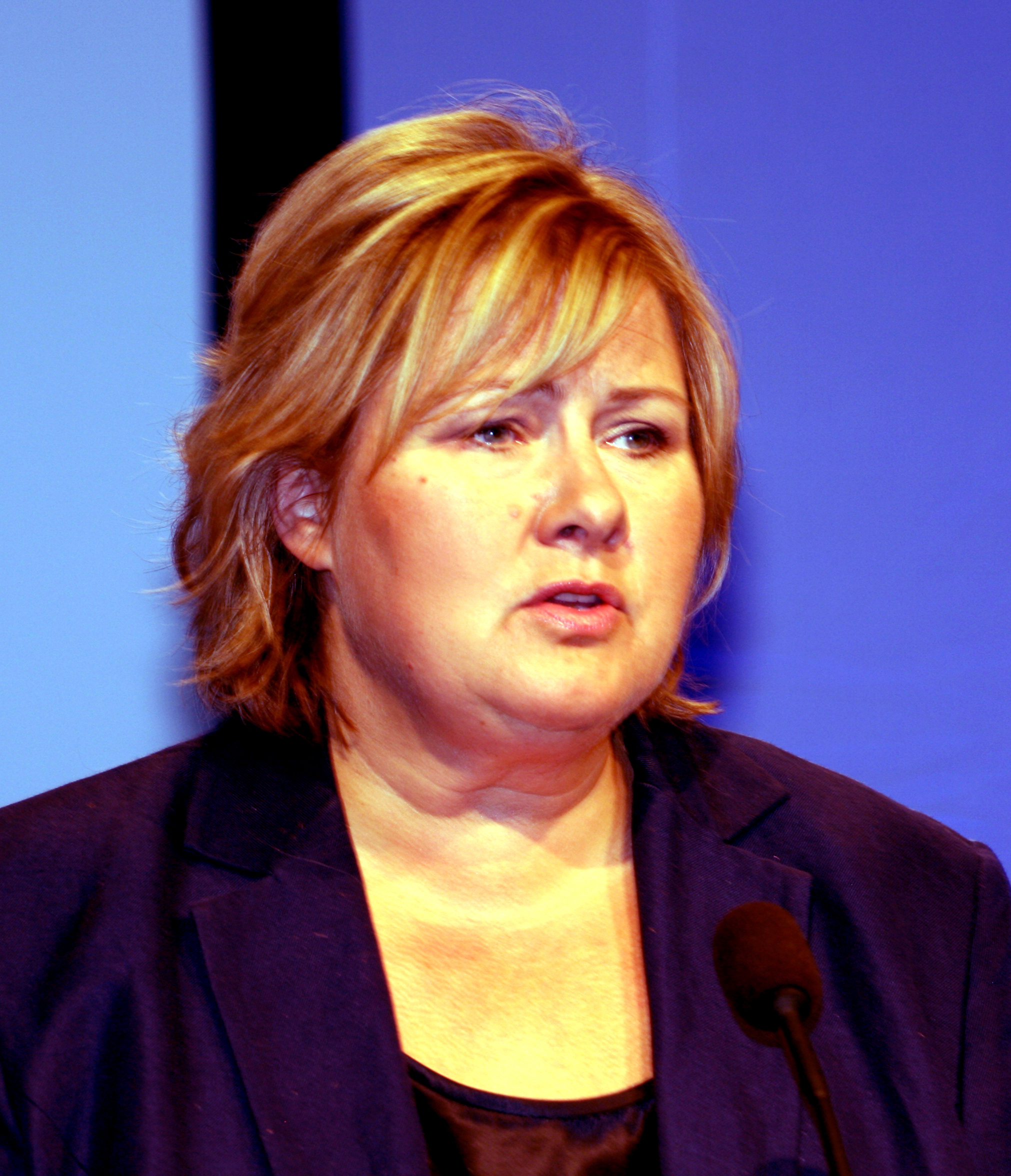
Erna Solberg (Høyre)

De volgende partijen waren niet vertegenwoordigd in het Noorse parlement:
- Christelijke Eenheidspartij (Kristent samlingsparti)
- Kustpartij (Kystpartiet)
- Democraten (Demokratene)
- Groene Partij (Miljøpartiet De Grønne)
- Gepensioneerde Partij (Pensjonistpartiet)
- Rode Alliantie (Rød Valgallianse) (In 2007 gefuseerd met de Communistische partij; de nieuwe partij heet Rood (Rødt))
- Samische Volkspartij (Sámeálbmot bellodat/Samefolkets parti)

Andere politieke partijen of groeperingen die mee wilden doen aan de verkiezingen moesten minimaal 500 handtekeningen verzamelen, in elke provincie.

## Parlementariërs die niet verkiesbaar meer zijn
Verschillende prominente parlementariërs hadden besloten niet meer zichzelf verkiesbaar te stellen voor de komende verkiezingen. Onder deze parlementariërs waren:

Voormalige partijleider:
- Odd Einar Dørum (V)
- Åslaug Haga (Sp)
- Carl I. Hagen (Frp)
- Thorbjørn Jagland (DNA, voormalige premier)
- Jan Petersen (H)

Voormalige en huidige ministers:
- Olav Akselsen (DNA)
- Karita Bekkemellem (DNA)
- Sylvia Brustad (DNA)
- Øystein Djupedal (SV)
- Reidar Sandal (DNA)
- Karl Eirik Schjøtt-Pedersen (DNA)
- Hill-Marta Solberg (DNA)

## Mogelijke coalities
Sinds 2008 werd er in de Noorse media gespeculeerd over mogelijke uitkomsten van de verkiezingen. Ook spraken politici al uit welke coalitiepartners zij graag zagen. Geen enkele partij heeft een meerderheid in het parlement sinds 1961, en de grootste partij had 61 van de 169 zetels. De verwachte uitkomst was een coalitieregering of een minderheidsregering.
De zittend premier en partijleider van de Arbeiderspartij, Jens Stoltenberg, verklaarde dat de Arbeiderspartij bij deze verkiezingen zou strijden voor een voortzetting van de bestaande coalitie, bestaande uit de Arbeiderspartij, Socialistisch Links en de Centrumpartij.

## Uitslag parlementsverkiezingen
| Partij                      | Stemmen | Stemmen   | Stemmen | Zetels | Zetels |     |
| Partij                      | #       | %         | ± %     | #      | ±      |     |
| --------------------------- | ------- | --------- | ------- | ------ | ------ | --- |
| Det norske Arbeiderparti    | 949.060 | 35,4      | +2,7    | 64     | +3     |     |
| Fremskrittspartiet          | 614.724 | 22,9      | +0,9    | 41     | +3     |     |
| Høyre                       | 462.465 | 17,2      | +3,1    | 30     | +7     |     |
| Sosialistisk Venstreparti   | 166.366 | 6,2       | −2,6    | 11     | −4     |     |
| Senterpartiet               | 165.014 | 6,2       | −0,3    | 11     | 0      |     |
| Kristelig Folkeparti        | 148.750 | 5,5       | −1,2    | 10     | −1     |     |
| Venstre                     | 104.148 | 3,9       | −2,0    | 2      | −8     |     |
| Rødt                        | 36.220  | 1,4       | +0,1    | 0      | 0      |     |
| Pensjonistpartiet           | 11.900  | 0,4       | 0,0     | 0      | 0      |     |
| Miljøpartiet De Grønne      | 9.286   | 0,3       | +0,2    | 0      | 0      |     |
| Kystpartiet                 | 5.341   | 0,2       | −0,6    | 0      | 0      |     |
| Kristent Samlingsparti      | 4.936   | 0,2       | 0,0     | 0      | 0      |     |
| Demokratene                 | 2.285   | 0,1       | 0,0     | 0      | 0      |     |
| Norges Kommunistiske Parti  | 697     | 0,0       | 0,0     | 0      | 0      |     |
| Det Liberale Folkeparti     | 350     | 0,0       | 0,0     | 0      | 0      |     |
| Samtidspartiet              | 264     | 0,0       | 0,0     | 0      | 0      |     |
| Sentrumsalliansen           | 241     | 0,0       | 0,0     | 0      | 0      |     |
| NorgesPatriotene            | 183     | 0,0       | 0,0     | 0      | 0      |     |
| Vigrid                      | 179     | 0,0       | 0,0     | 0      | 0      |     |
| Abortmotstandernes Liste    | 178     | 0,0       | 0,0     | 0      | 0      |     |
| Samfunnspartiet             | 140     | 0,0       | 0,0     | 0      | 0      |     |
| Ett (skrift)språk           | 103     | 0,0       | 0,0     | 0      | 0      |     |
| Tverrpolitisk folkevalgte   | 64      | 0,0       | 0,0     | 0      | 0      |     |
| Norsk Republikansk Allianse | 54      | 0,0       | 0,0     | 0      | 0      |     |
|                             |         | 2,682,948 |         |        | 169    | 169 |

De zittende coalitie behaalde met deze uitslag opnieuw een (nipte) meerderheid en kon zodoende blijven regeren, met Stoltenberg opnieuw als premier.